# Takahiro Yamada
Takahiro Yamada (kanji: 山田 貴洋; Fujinomiya, 19 agosto 1977) è un bassista giapponese.
È il bassista e seconda voce del gruppo j-rock Asian Kung-Fu Generation. Yamada ha incontrato i compagni di band Masafumi Gotō e Kensuke Kita in un club musicale della Kanto Gakuin University. I tre formarono gli Asian Kung-Fu Generation nel 1996, con il batterista Kiyoshi Ijichi che si unì poco dopo.
Mentre Masafumi è il principale compositore di testi del gruppo, Yamada ha fornito i testi per alcune canzoni. È laureato in letteratura e le sue band preferite sono The Beatles, Oasis, The Smashing Pumpkins e Pet Shop Boys. La band ha avuto l'opportunità di incontrare i fratelli Gallagher, poiché hanno aperto i concerto del tour degli Oasis in Giappone. I fratelli si sono mostrati molto più simpatici delle aspettative. Si dice che Noel Gallagher, in particolare, abbia incoraggiato gli AKG (Asian Kung-Fu Generation) a continuare a fare rock.